# Miami Masters
Miami Masters je godišnji teniski turnir za žene i muškarce, koji je dio ATP World Tour Masters 1000 serije. Igra se na tvrdoj podlozi na Crandon Parku. Odrava se u ožujku svake godine i traje dva tjedna. Prvi turnir održan je 1985. godine. U muškoj konkurenciji turnir je dio Masters 1000 turneje, a u ženskoj konkurenciji pripada Premier Mandatory turnirima.
Turnir je tijekom povijesti imao više sponzora, pa se i naziv turnira usporedo s time i mijenjao. Od 1985. do 1990. sponzor turnira bila je tvrtka Lipton, pa se zvao Lipton International Players Championships. 2000. preimenovan je u Ericcson Open, a 2002. u 'NASDAQ-100 Open. 2007. ime turnira promijenjeno je u Sony Ericsson Open, a tvrtka Sony Erricson je do 2014. sufinancirala turnir s 20 milijuna USD godišnje. Od 2015-2019 međunarodna banka Itau postala je sponzor, pa je turnir prozvan Miami Openom.

## Povijest
Miami Masters, je tijekom vremena imao različite nazive: 
- od 1985. do 1999. Lipton International Players Championships
- od 2000. do 2001.  Ericsson Open
- od 2002. do 2006.  NASDAQ-100 Open
- od 2007. do 2014. Sony Ericsson Open
- od 2015. do 2019. Miami Open

## Karakteristike
Osim četiri Grand Slam turnira, Sony Ericsson Open jedan je od nekoliko turnira na ATP i WTA turneji gdje glavni ždrijeb u pojedinačnoj konkurenciji (i muškoj i ženskoj) uključuje više od 64 igrač-a/ice i gdje turnir traje više od jednog tjedna. 96 muškaraca i 96 žena natječu se u pojedinačnoj konkurenciji, a 32 tima u konkurenciji parova. Turnir traje 12 dana.
2006., turnir je postao prvi u SAD-u koji je omogućavao igračima i igračicama provjeru dosuđenih poena. Sudionici su imali mogućnost dvije provjere po setu, te dodatnu provjeru u tiebreaku. Prvu provjeru je pozvala Jamea Jackson u susretu protiv Ashley Harkleroad u prvom kolu turnira.

## Mješoviti parovi
Natjecanje u konkurenciji mješovitih parova održano je na uvodnom turniru 1985., a pobjednici su bili Heinz Günthardt i Martina Navrátilová.

## Rekordi
- najviše naslova u muškoj konkurenciji: Andre Agassi (6).
- najviše naslova u ženskoj konkurenciji: Steffi Graf i Serena Williams (5).
- najviše finala u muškoj konkurenciji: Andre Agassi (8).
- najviše finala u ženskoj konkurenciji: Steffi Graf i Serena Williams (7).

## Statistika turnira
| Godina | Pobjednik         | Parovi                             | Pobjednica          | Parovi                                   |
| ------ | ----------------- | ---------------------------------- | ------------------- | ---------------------------------------- |
| 1985.  | Tim Mayotte       | Paul Annacone Christo van Rensburg | Martina Navratilova | Gigi Fernández Martina Navrátilová       |
| 1986.  | Ivan Lendl        | Brad Gilbert Vince Van Patten      | Chris Evert         | Pam Shriver Helena Suková                |
| 1987.  | Miloslav Mečíř    | Paul Annacone Christo van Rensburg | Steffi Graf         | Martina Navrátilová Pam Shriver          |
| 1988.  | Mats Wilander     | John Fitzgerald Anders Järryd      | Steffi Graf         | Steffi Graf Gabriela Sabatini            |
| 1989.  | Ivan Lendl        | Jakob Hlasek Anders Järryd         | Gabriela Sabatini   | Jana Novotná Helena Suková               |
| 1990.  | Andre Agassi      | Rick Leach Jim Pugh                | Monika Seleš        | Jana Novotná Helena Suková               |
| 1991.  | Jim Courier       | Wayne Ferreira Piet Norval         | Monika Seleš        | Mary Joe Fernández Zina Garrison Jackson |
| 1992.  | Michael Chang     | Ken Flach Todd Witsken             | Arantxa Sánchez     | Arantxa Sánchez Larisa Savchenko Neiland |
| 1993.  | Pete Sampras      | Richard Krajicek Jan Siemerink     | Arantxa Sánchez     | Jana Novotná Larisa Savchenko Neiland    |
| 1994.  | Pete Sampras      | Jacco Eltingh Paul Haarhuis        | Steffi Graf         | Gigi Fernández Nataša Zvereva            |
| 1995.  | Andre Agassi      | Todd Woodbridge Mark Woodforde     | Steffi Graf         | Jana Novotná Arantxa Sánchez             |
| 1996.  | Andre Agassi      | Todd Woodbridge Mark Woodforde     | Steffi Graf         | Jana Novotná Arantxa Sánchez             |
| 1997.  | Thomas Muster     | Todd Woodbridge Mark Woodforde     | Martina Hingis      | Arantxa Sánchez Nataša Zvereva           |
| 1998.  | Marcelo Ríos      | Ellis Ferreira Rick Leach          | Venus Williams      | Martina Hingis Jana Novotná              |
| 1999.  | Richard Krajicek  | Wayne Black Sandon Stolle          | Venus Williams      | Martina Hingis Jana Novotná              |
| 2000.  | Pete Sampras      | Todd Woodbridge Mark Woodforde     | Martina Hingis      | Julie Halard-Decugis Ai Sugiyama         |
| 2001.  | Andre Agassi      | Jiří Novák David Rikl              | Venus Williams      | Arantxa Sánchez Nathalie Tauziat         |
| 2002.  | Andre Agassi      | Mark Knowles Daniel Nestor         | Serena Williams     | Lisa Raymond Rennae Stubbs               |
| 2003.  | Andre Agassi      | Roger Federer Max Mirnyi           | Serena Williams     | Liezel Huber Magdalena Maleeva           |
| 2004.  | Andy Roddick      | Wayne Black Kevin Ullyett          | Serena Williams     | Nadja Petrova Meghann Shaughnessy        |
| 2005.  | Roger Federer     | Jonas Björkman Max Mirnyi          | Kim Clijsters       | Svetlana Kuznjecova Alicia Molik         |
| 2006.  | Roger Federer     | Jonas Björkman Max Mirnyi          | Svetlana Kuznjecova | Lisa Raymond Samantha Stosur             |
| 2007.  | Novak Đoković     | Bob Bryan Mike Bryan               | Serena Williams     | Lisa Raymond Samantha Stosur             |
| 2008.  | Nikolaj Davydenko | Bob Bryan Mike Bryan               | Serena Williams     | Katarina Srebotnik Ai Sugiyama           |
| 2009.  | Andy Murray       | Max Mirnyi Andy Ram                | Viktorija Azarenka  | Svetlana Kuznjecova Amélie Mauresmo      |
| 2010.  | Andy Roddick      | Lukáš Dlouhý Leander Paes          | Kim Clijsters       | Gisela Dulko Flavia Pennetta             |
| 2011.  | Novak Đoković     | Mahesh Bhupathi Leander Paes       | Viktorija Azarenka  | Daniela Hantuchová Agnieszka Radwańska   |
| 2012.  | Novak Đoković     | Leander Paes Radek Štěpánek        | Agnieszka Radwańska | Marija Kiriljenko Nadja Petrova          |

## Vanjske poveznica
- Službena stranica